# Carnaval de Ouro Preto

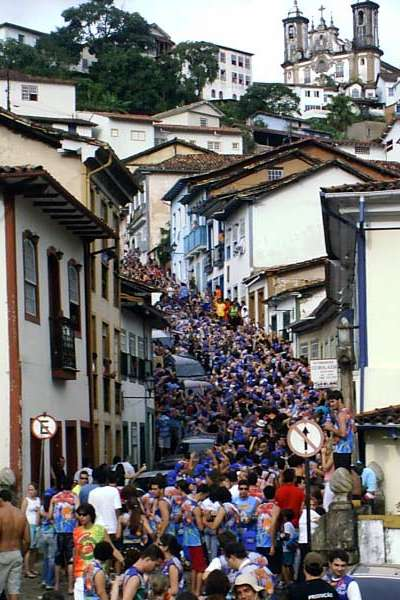
Bloco Diretoria, 2005.

O Carnaval de Ouro Preto é o carnaval mais tradicional de Minas Gerais, sua história remonta o século XIX.
A cidade conta com mais de 300 repúblicas estudantis e é comum a utilização destes espaços para festas e hospedagem de turistas que, de acordo com a Universidade Federal de Ouro Preto, são realizadas com acompanhamento do Ministério Público Federal e Estadual diante de autorização prévia da Universidade. Os recursos obtidos são revertidos na manutenção e conservação das moradias. Em 2014, a Universidade Federal de Ouro Preto, junto com o Ministério Público, reforçou as medidas anteriormente adotadas, e permitirá os carnavais nas repúblicas. 

## Blocos
O Carnaval da cidade de Ouro Preto conta com a participação de diversos blocos carnavalescos organizados que sobem as ladeiras da cidade, se reunindo na Praça Tiradentes.
Ouro Preto conta com o mais antigo bloco carnavalesco do Brasil - "O Zé Pereira dos Lacaios", fundado no ano de 1867, que com seus catitões (bonecos gigantes) animam a festa.

### Local
- Bloco Zé Pereira dos Lacaios
- Bloco Candonguêro
- Bandalheira
- Saparia da Ponte Seca
- Charanga de Lata
- Bloco Os Conspirados
- Bloco Gatas e Gatões
- Bloco Os Possuídos
- Bloco Vermelho i Branco
- Bloco Funerária
- Bloco Liga Pra Rádio
- Bloco Adro Dum
- Bloco Sanatório Geral
- Bloco do Chifrudo
- Bloco do Mato
- Bloco da Nega
- Bloco Balanço da Cobra
- Bloco Sai Quebrando
- Bloco Diretoria

### Estudantis
- Bloco do Caixão
- Bloco Cabrobró
- Bloco da Praia
- Bloco Chapado
- Bloco Ladera
- Bloco Monstro
- Bloco da Forca
- Bloco K-lango Doido
- Bloco Baú da Xita
- Bloco Ourô Pirô
- Bloco das Lajes
- Bloco Pirata
- Bloco Mesclado
- Bloco da Vila dos Tigres
- Bloco Corujão

## Escolas de samba e cordões
Ver artigo principal: Desfile das escolas de samba de Ouro Preto
- Escola de Samba Imperial de Ouro Preto
- Escola de Samba Unidos do Padre Faria
- ESIM - Escola de Samba Inconfidência Mineira
- Escola de Samba Acadêmicos do São Cristovão
- Império do Morro Santana
- União Recreativa Santa Cruz
- Escola de Samba Mirim Chapéu Atolado
- Princesa Isabel (Escola de Samba mirim)
- Escola de Samba Sinhá Olímpia (extinta)
- Cordão Banjo de Prata (extinto)
- Cordão A Turma dos Batutas (extinto)
- Imperial (extinta)